# Brendan Schaub
Brendan Peter Schaub (Aurora, 18 de março de 1983) é lutador americano de artes marciais mistas (MMA) lutando pelo Ultimate Fighting Championship, e é um ex-jogador de futebol profissional para a AFL pelo Utah Blaze e, como membro do Buffalo Bills. Ele foi finalista e vice-campeão do reality show The Ultimate Fighter perdendo apenas para Roy Nelson.

## Podcast
Brendan tem um dos podcast's de maior sucesso nos Estados Unidos chamado "Big Brown Break Down" onde ele recebe lutadores e outras pessoas, ele fala de MMA com sabedoria de quem esteve no octagon.
Atualmente tem também um podcast - "The Fighter and The Kid" que é co-apresentado com o comediante Bryan "the Kid" Callen. As lutas e UFC continuam a ser abordadas mas é mais genérico.
Brendan é também visita regular no podcast do famoso Joe Rogan.

## Cartel no MMA
| Cartel no MMA   |             |            |
| 15 lutas        | 10 vitórias | 5 derrotas |
| Por nocaute     | 7           | 4          |
| Por finalização | 1           | 0          |
| Por decisão     | 2           | 1          |

| Res.    | Cartel | Oponente          | Método                             | Evento                           | Data       | Round | Tempo | Local                       | Notas             |
| ------- | ------ | ----------------- | ---------------------------------- | -------------------------------- | ---------- | ----- | ----- | --------------------------- | ----------------- |
| Derrota | 10-5   | Travis Browne     | Nocaute Técnico (socos)            | UFC 181: Hendricks vs. Lawler II | 06/12/2014 | 1     | 4:50  | Las Vegas, Nevada           |                   |
| Derrota | 10-4   | Andrei Arlovski   | Decisão (dividida)                 | UFC 174: Johnson vs. Bagautinov  | 14/06/2014 | 3     | 5:00  | Vancouver, British Columbia |                   |
| Vitória | 10-3   | Matt Mitrione     | Finalização (d'arce choke)         | UFC 165: Jones vs. Gustafsson    | 21/09/2013 | 1     | 4:06  | Toronto, Ontario            |                   |
| Vitória | 9-3    | Lavar Johnson     | Decisão (unânime)                  | UFC 157: Rousey vs. Carmouche    | 23/02/2013 | 3     | 5:00  | Anaheim, California         |                   |
| Derrota | 8-3    | Ben Rothwell      | Nocaute (soco)                     | UFC 145: Jones vs. Evans         | 22/04/2012 | 1     | 1:10  | Atlanta, Georgia            |                   |
| Derrota | 8-2    | Rodrigo Minotauro | Nocaute (socos)                    | UFC 134: Silva vs. Okami         | 28/08/2011 | 1     | 2:51  | Rio de Janeiro              |                   |
| Vitória | 8-1    | Mirko Filipović   | Nocaute (socos)                    | UFC 128: Shogun vs. Jones        | 19/03/2011 | 3     | 3:44  | Newark, New Jersey          | Nocaute da Noite. |
| Vitória | 7-1    | Gabriel Gonzaga   | Decisão (unânime)                  | UFC 121: Lesnar vs. Velasquez    | 23/10/2010 | 3     | 5:00  | Anaheim, California         |                   |
| Vitória | 6-1    | Chris Tuchscherer | Nocaute Técnico (socos)            | UFC 116: Lesnar vs. Carwin       | 03/07/2010 | 1     | 1:07  | Las Vegas, Nevada           |                   |
| Vitória | 5-1    | Chase Gormley     | Nocaute Técnico (socos)            | UFC Live: Vera vs. Jones         | 21/03/2010 | 1     | 0:47  | Broomfield, Colorado        |                   |
| Derrota | 4-1    | Roy Nelson        | Nocaute (soco)                     | The Ultimate Fighter 10 Finale   | 05/12/2009 | 1     | 3:45  | Las Vegas, Nevada           | Final do TUF 10.  |
| Vitória | 4-0    | Bojan Spalević    | Nocaute Técnico (socos)            | ROF 34: Judgment Day             | 12/04/2009 | 1     | 0:52  | Broomfield, Colorado        |                   |
| Vitória | 3-0    | Alex Rozman       | Nocaute Técnico (socos)            | ROF 33: Adrenaline               | 10/01/2009 | 1     | 1:27  | Broomfield, Colorado        |                   |
| Vitória | 2-0    | Johnny Curtis     | Nocaute Técnico (Joelho Machucado) | UWC: Confrontation               | 11/10/2008 | 1     | 1:07  | Fairfax, Virginia           |                   |
| Vitória | 1-0    | Jay Lester        | Nocaute Técnico (socos)            | ROF 32 – Respect                 | 13/06/2008 | 1     | 0:30  | Broomfield, Colorado        |                   |